# تشارلز مارتن (رسام)
تشارلز مارتن (بالفرنسية: Charles Martin)‏ هو رسام مائي ورسام وفنان ورسام توضيحي ونقاش ومصمم فرنسي، ولد في 28 فبراير 1884 في مونبلييه في فرنسا، وتوفي في 20 نوفمبر 1934 في باريس في فرنسا.